# Clube Esportivo Bento Gonçalves
O Clube Esportivo Bento Gonçalves, conhecido apenas como Esportivo, é um clube de futebol brasileiro com sede na cidade de Bento Gonçalves, no estado do Rio Grande do Sul. Tem sua fundação datada de 28 de agosto de 1919, sendo um dos clubes de futebol mais antigos do estado. O primeiro jogo oficial foi disputado no dia 21 de setembro do mesmo ano, tendo empatado pelo placar de 1 a 1 contra a equipe do Garibaldi.
O primeiro título amistoso foi em 1939, com a conquista da Taça Perdigueiro. A primeira conquista a nível estadual ocorreu em 1969, com o título da segunda divisão do Campeonato Gaúcho, estabelecendo assim uma expansão da marca do clube para todo o estado. No ano seguinte, em 1970, a equipe passou a disputar a primeira divisão do Campeonato Gaúcho, onde, naquele mesmo ano, se consagrou campeã do interior, ao terminar o campeonato na quarta posição.
Os principais títulos conquistados pelo clube foram a Copa FGF de 2004, a Copa Governador do Estado em três oportunidades, a Divisão de Acesso do Campeonato Gaúcho em quatro oportunidades e o Campeonato do Interior em sete oportunidades. A equipe já participou de competições nacionais, como a Copa do Brasil, onde atingiu a segunda fase em 2005, além de uma participação na Série D, três vezes da Série B e outras três da Série C do Campeonato Brasileiro. Atualmente, disputa a Segunda Divisão do Campeonato Gaúcho.

## História

### 1919 – Fundação por imigrantes italianos
No início do século XIX, a província de São Pedro do Rio Grande do Sul, atual Rio Grande do Sul, apresentava uma prosperidade econômica que estava relacionada com atividades agropecuárias, às charqueadas e a produção de trigo. A partir do ano de 1824, a província começou a receber muitos imigrantes alemães que se estabeleceram no Vale do Rio dos Sinos, ao receberem pequenos lotes de terras. Passou-se então a ter uma progressiva diminuição da entrada de imigrantes alemães, iniciando assim o incentivo da imigração de italianos que, por sua vez receberam terras na região da Serra Gaúcha e tiveram como único auxílio o pagamento destas terras a crédito.
Os jovens da recém formada cidade de Bento Gonçalves praticavam futebol aos finais de semana, jogando em campos improvisados, terrenos baldios, ou locais cedidos por alguma família, espalhados por diferentes zonas da cidade. A cidade já possuía alguns times amadores, os principais eram São Luiz, Canto-Fura, Liberal e Caramuru. Por serem amadores, estes clubes não tinham consistência para enfrentar igualmente agremiações das cidades vizinhas de Caxias do Sul, Garibaldi, Carlos Barbosa, Alfredo Chaves, Prata e Montenegro. Com a ideia de representar a cidade em competições intermunicipais, Leonardo Carlucci lançou a ideia de fundar um clube que pudesse tomar parte nas competições intermunicipais. A sugestão foi aprovada por todos e foi criado o clube, que a princípio chamava-se "Club Sportivo Bento Gonçalves", afirmando a forte influência italiana.

### 1920 - 1945 – Formação e inauguração do estádio

Primeiro time do clube, que disputou a primeira partida contra o Garibaldi.

Em 24 de agosto de 1919, o clube formado, elegendo seu primeiro presidente, Gastão de Almeida, e vice-presidente, Ernesto Lorenzoni. A inauguração do clube, no dia 21 de setembro de 1919, foi tida como um grande evento na cidade, marcado pelo comparecimento dos associados e vários convidados no ato inaugural. Depois, foram assistir ao primeiro jogo da equipe, enfrentando o Garibaldi. Antes da partida ocorreu a apresentação da banda de Bento Gonçalves. Referente ao jogo entre os clubes de Bento Gonçalves e de Garibaldi não existem muitos relatos, porém sabe-se que a partida terminou empatada em 1–1. O Esportivo estava assim escalado: Pasquetti; Holleben e Salton; Cardoso, Turcato e Enricone; Zanoni, Fedulo, Bissaco, Ross e Ponzoni.
Logo após sua fundação, o Esportivo começou a construir sua trajetória pelo interior do estado do Rio Grande do Sul. Como resultado disso, as agremiações de caráter amador que pertenciam a cidade de Bento Gonçalves acabaram cessando suas atividades, devido ao fato de praticamente todos os jogadores transferiram-se para o Esportivo. O Esportivo em seus primeiros anos de existência realizava muitas excursões para as cidades vizinhas de Garibaldi e Carlos Barbosa. As viagens até o destino das partidas eram realizadas por meio de trem, carroças ou a cavalo. Como os jogadores não recebiam nada pelos seus serviços e nem todos podiam cobrir as despesas de tais viagens, outros jogadores mais favorecidos economicamente e sócios custeavam esses valores. Uma rivalidade grande com equipes de Caxias do Sul foi formada. Os principais adversários eram o Juvenil, Juventude e Americano. Os times caxienses eram mais antigos e possuíam reforços de jogadores estrangeiros, principalmente uruguaios que eram famosos na época. Relatos afirmam que a rivalidade era tanta que muitas vezes as partidas não eram concluídas por confusões geradas dentro do campo de jogo. Porém, ao término do confronto, à noite o time mandante oferecia um baile aos visitantes, onde ocorria uma confraternização.
No ano de 1923, a cidade de Bento Gonçalves recebeu a equipe do Grêmio Foot Ball Porto Alegrense, que enfrentaria o time local. O Esportivo terminou o primeiro tempo vencendo por 2–0 a equipe de Porto Alegre. Entretanto, o Grêmio, comandado por Eurico Lara conseguiu se sobressair na segunda etapa devido ao melhor preparo físico, marcando seis gols e vencendo o jogo pelo placar de 6–2. Somente 15 anos depois da visita do Grêmio, no dia 23 de outubro de 1938, o Esportivo disputou novamente um jogo com outro tradicional clube de Porto Alegre. O Sport Club Internacional realizou um amistoso com o Esportivo, em uma partida marcada por grande festividade, e homenagem do Esportivo presenteando o Internacional com um buquê de flores. Na partida, a equipe do Esportivo obteve uma vantagem de 3–1, porém não resistiu à pressão imposta pelo Internacional, que empatou o jogo em 4–4.

Terreno cedido pela prefeitura para a construção do primeiro estádio.

Apenas 22 anos depois de sua fundação, no dia 24 de setembro de 1941, o Esportivo deu os primeiros passos para adquirir o próprio estádio. Erny Hugo Dreher, presidente do clube, enviou ofício ao então prefeito de Bento Gonçalves, João Dentice, solicitando junto a prefeitura a doação de um terreno para a construção de seu estádio. Primeiramente, o presidente Dreher expôs que há mais de 20 anos já havia solicitado junto à prefeitura um terreno para a prática do futebol pelo clube. Também, disse que o terreno cedido pela prefeitura foi cercado e a infraestrutura melhorada com despesas pagas pelo próprio clube, mas que as melhorias já não se encontram mais em boas condições. Outro ponto destacado pelo presidente do Esportivo foi a solicitação de auxílio financeiro de sete contos e quinhentos mil réis à prefeitura, para uma reforma no campo que já não estava em boas condições, principalmente para prática do futebol.
No ano seguinte, em 19 de abril de 1942, foi lançada a pedra fundamental para a construção do novo estádio. Enquanto as obras do estádio seguiam, o Esportivo continuava sua caminhada em jogos, já percorrendo todo estado, participando inclusive do campeonato estadual amador. A inauguração do estádio do Esportivo ocorreu três anos depois de iniciadas, em 26 de agosto de 1945. A maior renda vista no estádio do Esportivo, nesta época, foi na data de sua inauguração, em uma partida comemorativa contra o Clube Atlântico da cidade de Erechim. Cerca de quatro mil espectadores estavam presentes gerando uma renda de quase 900 mil cruzeiros, renda recorde no estado naquele período. Os jogadores de ambos os times foram recebidos com fogos, confetes e serpentinas. Dante Marcucci, fundador do Juventude de Caxias do Sul sobrevoou as imediações do estádio com a esquadrilha de aviões do aeroclube de Caxias do Sul. Além disso, clubes do Estado enviaram presentes ao Esportivo, parabenizando o clube pela data. A partida terminou empatada em 0–0. O estádio, denominado Estádio da Montanha, estava localizado em uma área elevada da cidade, onde hoje é o bairro Cidade Alta.

### 1946 - 1969 – Início das disputas estaduais
Em 1952, a equipe disputou sua primeira competição profissional, a segunda divisão de 1952, onde foi eliminado na fase de grupos. Na edição seguinte, em 1953, a equipe foi eliminada nas semifinais, após perder para o Montenegro pelo placar agregado de 1–2. Já nas edições de 1954, a equipe foi campeã do torneio da zona leste e classificou-se para a fase final, onde terminou na terceira colocação.[carece de fontes?] Em 1955, não participou de nenhum campeonato. Em 1956 e 1957 a equipe classificou-se para as semifinais e terminou a competição na terceira e quarta colocação, respectivamente.[carece de fontes?]
Entre os anos de 1958 e 1968, a equipe disputou os torneios preliminares da segunda divisão, porém não conseguiu classificar-se para a fase final. Já em 1969, durante o primeiro ano da competição com disputa unificada, sem divisão por regiões, a equipe disputou a primeira fase onde ficou na primeira colocação, tendo conquistado 13 vitórias, dois empates e apenas uma derrota. Na segunda fase, a equipe venceu o Garibaldi por 9–2, o Lajeadense por 2–0 e o 14 de Julho também por 2–0.[carece de fontes?] Classificado para a final, enfrentou o Avenida, onde na partida de ida, no Estádio dos Eucaliptos, venceu por 1–0.[carece de fontes?] Já na partida de volta, que seria disputada no Estádio da Montanha, a equipe do Avenida anunciou que não iria jogar, alegando que os jogadores estavam de férias e cansados, pois haviam disputado duas partidas em um intervalo de apenas três dias cada uma. Por não comparecer, a Federação Gaúcha de Futebol declara o Esportivo como vencedor da partida por walkover (W.O) e, consequentemente, campeão da segunda divisão de 1969, conquistando uma vaga na divisão especial de 1970.

### 1970 - 1982 – Consolidação estadual
Em 1970, a equipe disputou pela primeira vez a primeira divisão do Campeonato Gaúcho, onde na primeira fase conquistou 17 pontos, vencendo cinco partidas, empatando sete e perdendo quatro partidas, ficando na quarta colocação e classificando-se para a segunda fase. Durante esta fase, a equipe ficou novamente na quarta colocação, conquistando 23 pontos em 18 jogos, com nove vitórias, cinco empates e quatro derrotas, ficando a frente de outros clubes tradicionais do estado como o Novo Hamburgo e o Pelotas. Entre os anos de 1971 e 1978, a equipe não fez grandes campanhas no Campeonato Gaúcho, terminando na terceira colocação nas edições de 1971 e 1976 e na quarta colocação em 1973 e 1978.[carece de fontes?] Nesta década, a equipe conquistou vitórias importantes sobra a dupla Grenal, contra o Grêmio, onde venceu por 5–2 em 1971, encerrando a sequência de 24 partidas sem derrotas da equipe, e contra o Internacional, onde venceu por 2–1, sendo a primeira equipe do interior gaúcho a vencer no Estádio Beira-Rio.
Já na edição de 1979, a equipe fez a melhor campanha da sua história no Campeonato Gaúcho. Na primeira fase, após 38 partidas, a equipe terminou com 49 pontos e 17 vitórias, 15 empates e apenas seis derrotas, classificando-se para a fase final. Nesta fase, a equipe conquistou 17 pontos e foi vice-campeã do Campeonato Gaúcho, terminando o campeonato a frende de equipes tradicionais, como o Internacional e Juventude.[carece de fontes?] Com a conquista, a equipe teria direito de disputar a primeira divisão do Campeonato Brasileiro, porém, segundo anunciado pela Federação Gaúcha de Futebol, a equipe não teria um estádio adequado para a disputa da primeira divisão.
Entre 1970 e 1991, a equipe disputou a Copa Governador do Estado, na qual foi campeã em três oportunidades. Em 1973, a equipe foi campeã, terminando a competição com 28 pontos conquistados em 19 jogos, tendo 12 vitórias, quatro empates e três derrotas, classificando-se para o Campeonato Gaúcho de 1974.[carece de fontes?] No ano de 1977, a equipe conquistou a Copa Governador do Estado pela segunda vez. Na decisão, enfrentou o Brasil de Pelotas, onde na partida de ida, dia 12 de abril, venceu por 1–0 no Estádio Bento Freitas. Na partida de volta, dia 15 de dezembro no Estádio da Montanha, perdeu por 1–0. Com os resultados iguais, foi necessária a realização de uma terceira partida, a qual foi marcada para o dia 22 de dezembro, em campo neutro, sendo escolhido o Estádio Cristo Rei, em São Leopoldo. Entretanto, a torcida do Brasil derrubou o alambrado do estádio e a partida foi cancelada por falta de segurança. A decisão ficou para o dia 2 de fevereiro de 1978, no Estádio Beira-Rio, em Porto Alegre, com a presença do governador Sinval Guazzelli, onde o Esportivo venceu por 3–0 e ficou com o título.

Partida conhecida como "Jogo da Neve", entre Esportivo e Grêmio.

No dia 30 de maio de 1979, ocorreu um jogo histórico no futebol brasileiro. O Esportivo enfrentou o Grêmio na Montanha, num jogo disputado com muita neve, numa temperatura que chegou a -2 °C. Pessoas que filmavam a partida aproveitaram para fazer tomadas deste jogo histórico. A partida terminou em 0–0 e foi batizada como "O Jogo da Neve".
Em 1980, a equipe sagrou-se tricampeã da Copa Governador do Estado, ao vencer o Pelotas por 2–0 no Estádio da Montanha. No ano de 1982, o Esportivo conquistou a Copa RS, atual Copa FGF, ao derrotar o Caxias, no Clássico da Polenta, no estádio Centenário.[carece de fontes?] A decisão foi em 17 de julho, com vitória do Esportivo sobre o Internacional de Santa Maria por 1–0, no Estádio da Montanha. Um ano depois, em 1983, o Esportivo venceu a Copa ACEG. Na final, disputada contra o Novo Hamburgo, o Esportivo venceu o primeiro jogo, em casa, por 1–0, e buscou o empate em 1–1 no jogo de volta em Novo Hamburgo, garantindo o título.[carece de fontes?] Era o sexto título do Esportivo num período de dez anos, consolidando o clube como uma das principais forças do interior gaúcho na década de 70 e 80. Além destes títulos, a equipe também conquistou o Campeonato do Interior Gaúcho em seis oportunidades (1970, 1971, 1976, 1979, 1982 e 1987), título que era muito cobiçado pelas equipes do interior gaúcho na época.
No Campeonato Gaúcho de 1980, a equipe foi rebaixada para a Segunda Divisão. Na Segunda Divisão de 1981, a equipe terminou a primeira fase na primeira colocação, com 15 pontos conquistados, classificando-se para o octogonal final, onde ficou na segunda colocação e foi promovido novamente para a primeira divisão.[carece de fontes?]

### 1983 - 2007 – Aparecimento em competições nacionais e inauguração do estádio
Na década de 80, a equipe passou a disputar competições a nível nacional, participando do Série B em três oportunidades. Em 1983, a equipe participou do grupo F, juntamente com as equipes do Criciúma, Londrina, Novo Hamburgo, Portuguesa e São Bento, onde terminou na terceira colocação com seis pontos ganhos em cinco jogos, tendo duas vitórias, dois empates e uma derrota, não conseguindo qualificar-se para a próxima fase. Disputou pela segunda vez em 1987, onde ficou no grupo A juntamente com as equipes da Chapecoense, Pinheiros-PR e Santa Cruz-RS, terminou na última colocação, com apenas dois pontos ganhos em cinco jogos, com nenhuma vitória, dois empates e três derrotas. A última participação na série B foi em 1989, quando ficou no grupo O, juntamente com as equipes do Blumenau, Brusque, Glória, Juventude e Marcílio Dias, terminando novamente na última colocação, com apenas dois pontos ganhos em dez jogos, com nenhuma vitória, dois empates e oito derrotas.[carece de fontes?]
A equipe participou da Série C também por três oportunidades. Na primeira participação, em 1988, a equipe participou do grupo 11, juntamente com as equipes do Brusque, Figueirense e Inter de Santa Maria, terminando na terceira colocação com nove pontos ganhos em seis jogos, ficando apenas a dois pontos da classificação para a próxima fase. Participou novamente em 2004 no grupo 16, juntamente com as equipes do Lages, Novo Hamburgo e Ulbra, terminando novamente em terceiro lugar, com cinco pontos conquistados em seis jogos, tendo uma vitória, dois empates e três derrotas. Sua última e melhor participação foi na edição de 2007. Na primeira fase, participou novamente do grupo 16, desta vez com as equipes do Caxias, Joinville e Maringá, onde fez uma boa campanha e terminou na segunda colocação, com dez pontos ganhos em seis jogos, com três vitórias, um empate e duas derrotas, classificando-se para a próxima fase. Na segunda fase, a equipe ficou no grupo 6, juntamente com o Bragantino, Democrata GV e Roma Apucarana, onde terminou na primeira colocação, após conquistar onze pontos em seis jogos, tendo três vitórias, dois empates e uma derrota, classificando-se novamente para a próxima fase. Porém, na terceira fase a equipe ficou no grupo 4, com as equipes do Atlético Goianiense, Vila Nova e Villa Nova, onde terminou na quarta colocação, tendo conquistado apenas três pontos em seis jogos, com nenhuma vitória, três empates e três derrotas, sendo eliminado da competição mas fazendo a melhor campanha da história do clube em competições nacionais.[carece de fontes?]
No Campeonato Gaúcho de 1997, a equipe foi rebaixada após terminar o campeonato na última colocação, conquistando apenas sete pontos em 13 jogos disputados, com uma vitória, cinco empates e sete derrotas. Já em 1999, a equipe conquistou seu bicampeonato da Segunda Divisão. Na primeira fase, a equipe ficou na primeira colocação do grupo B, com 29 pontos conquistados em 14 jogos, tendo nove vitórias, dois empates e três derrotas, classificando-se para a próxima fase. No quadrangular final, a equipe terminou novamente na primeira colocação, com 15 pontos ganhos em seis jogos, tendo cinco vitórias e uma derrota, sagrando-se bicampeão da Segunda Divisão e conquistando a vaga para a Série A de 2000.[carece de fontes?]
Entre os anos de 2000 e 2004, a equipe não fez campanhas de destaque no Campeonato Gaúcho, terminando sempre entre a quinta e a sétima colocação.
O ano de 2004 foi marcado por grandes conquistas para a equipe. No domingo, 29 de fevereiro de 2004, o Esportivo inaugurou seu novo estádio, o Parque Esportivo Montanha dos Vinhedos, durante amistoso contra o Pelotas, onde venceu por 2–0, com o primeiro gol marcado pelo jogador Ernestina do Esportivo, aos 16 minutos. O estádio, com capacidade para 12 859 pessoas, na época da inauguração era o terceiro estádio mais moderno do Rio Grande do Sul, ficando atrás apenas do Estádio Beira-Rio e Estádio Olímpico Monumental. A construção do estádio foi iniciada em 1983, levando 21 anos para ser concluída. No dia 4 de abril de 2004, um mês após a inauguração, um clássico Grenal (jogo entre Grêmio e Internacional), válido pelo Campeonato Gaúcho, foi disputado no estádio, terminando com a vitória do Internacional pelo placar de 2–1.
Neste mesmo ano, a equipe disputou a primeira edição da Copa FGF, organizada pela Federação Gaúcha de Futebol. Na primeira fase participou do grupo D, com as equipes do Cachoeira, Juventude, São José-RS e RS Futebol, onde terminou na primeira colocação, com 21 pontos conquistados em oito jogos, tendo sete vitórias e uma derrota, classificando-se para a fase final. Nas oitavas de final, a equipe enfrentou o São Luiz, no primeiro jogo em Ijuí as equipes empataram em 1–1, enquanto no jogo de volta em Bento Gonçalves a equipe do Esportivo venceu pelo placar de 4–1, classificando-se novamente. Nas quartas de final, a equipe enfrentou o Farroupilha em Pelotas, onde goleou por 6–0, empatando por 1–1 no jogo de volta. Nas semifinais, enfrentou o Caxias onde no primeiro jogo, em Bento Gonçalves, venceu por 1–0 e manteve o empate por 0–0 no jogo de volta, em Caxias do Sul. Na grande final, enfrentou a equipe do Gaúcho. No primeiro jogo em 15 de novembro, no Parque Esportivo Montanha dos Vinhedos, a equipe do Esportivo venceu por 3–0, com gols de Cadu, Caio e Jal. No jogo de volta em 21 de novembro, no Estádio Wolmar Salton, a equipe venceu novamente por 2–0, conquistando o título e classificando-se para a Copa do Brasil de 2005.
Classificado, disputou a Copa do Brasil de 2005. Na primeira fase, a equipe eliminou o Londrina, vencendo o primeiro jogo por 4–1 e perdendo o segundo jogo por 0–2. Na segunda fase, enfrentou o Fluminense. O primeiro jogo, no Parque Esportivo Montanha dos Vinhedos, a equipe do Fluminense venceu por 2–1, com dois gols do jogador Gabriel. A segunda partida foi histórica para a equipe, era a primeira vez que iriam jogar no Estádio do Maracanã, considerado o templo do futebol mundial na época. Novamente o Fluminense venceu, por um placar de 1–0, com gol marcado pelo jogador Marquinho, eliminando o Esportivo da competição.

### 2008 - 2013 – Altos e baixos
No Campeonato Gaúcho de 2010, a equipe foi rebaixada para a Segunda Divisão, após terminar o campeonato na penúltima colocação, com 10 pontos conquistados em 15 jogos, com três vitórias, um empate e 11 derrotas. Na segunda divisão de 2011, a equipe foi eliminada na segunda fase.
Na edição de 2012, a primeira denominada "Divisão de Acesso", a equipe disputou a primeira fase no grupo B, onde terminou na primeira colocação com 34 pontos ganhos em 18 jogos, tendo 10 vitórias, quatro empates e quatro derrotas. Classificado para a segunda fase, terminou novamente na primeira colocação, com 22 pontos conquistados em 10 jogos disputados, com seis vitórias, quatro empates e nenhuma derrota. No quadrangular final, novamente a equipe terminou em primeiro lugar, com 10 pontos conquistados em seis jogos, com três vitórias, um empate e duas derrotas, classificando-se para a final contra o Passo Fundo e ganhando o direito de disputar a primeira divisão de 2013. Na partida de ida da final, a equipe venceu por 2–1 em jogo no Estádio Vermelhão da Serra. No jogo de volta no Parque Esportivo Montanha dos Vinhedos, a equipe manteve o empate por 1–1 e conquistou o tricampeonato da Divisão de Acesso. A campanha perfeita da equipe no campeonato fez com que ela ganhasse o apelido de "Polenta Mecânica".

### 2014 - 2021 – Declínio, reconstrução e retorno ao cenário nacional
O Esportivo apresentava um aproveitamento médio no Gauchão 2014, até a sua participação no campeonato ficar marcada por fatores extracampo. No dia 5 de março, num jogo contra o Veranópolis, no estádio Montanha dos Vinhedos, o Esportivo venceu por 3-2 e, após o apito final, o árbitro Márcio Chagas da Silva encontrou seu carro, estacionado no local reservado para árbitros dentro do estádio, com as portas amassadas, bananas nos bancos e no cano de escapamento. No dia 13 de março, ocorreu o primeiro julgamento deste caso, na sede da Federação Gaúcha de Futebol. O julgamento, que teve início às 17h30min, durou mais de quatro horas. Como resultado, o Esportivo perderia 5 mandos de campo e teria que pagar uma multa de 30 mil reais.
No dia 10 de abril, ocorreu o segundo julgamento deste caso, também na sede da Federação Gaúcha de Futebol. Neste julgamento, por 6 votos a 2, o Esportivo perdeu nove pontos, 5 mandos de campo e foi multado em 30 mil reais. Coube ao clube tentar recurso no Superior Tribunal de Justiça Desportiva, no Rio de Janeiro. Em novo julgamento, dia 17 de julho, o Esportivo havia recuperado seis dos nove pontos perdidos, além de reverter a perda dos mandos de campo. Mas, como o Passo Fundo também havia conseguido recuperar oito pontos no tribunal, o Esportivo foi rebaixado à divisão de acesso do campeonato gaúcho de 2015.
Na divisão de acesso de 2015, a equipe fez uma campanha ruim, conquistando seis pontos em sete jogos, ficando com o mesmo número de pontos do Nova Prata, equipe que foi rebaixada. No ano seguinte, em 2016, a equipe se recuperou e terminou a primeira fase na terceira colocação, com 22 pontos em 14 jogos. Porém na segunda fase, a equipe foi eliminada após terminar na terceira colocação com 14 pontos em oito jogos.[carece de fontes?]
Em 2017, a equipe se classificou na primeira fase na quarta colocação, com 22 pontos em 14 jogos. Porém, nas quartas de final, foi eliminado após vencer o Avenida em casa por 2–1 e perder no segundo jogo por 0–2.
O retorno à elite do futebol do Rio Grande do Sul enfim se deu no ano de 2019, quando o clube assegurou o vice-campeonato da Divisão de Acesso do Campeonato Gaúcho. Em 2020, o Clube sagrou-se campeão do Campeonato do Interior Gaúcho e assegurou vaga na Copa do Brasil e Campeonato Brasileiro da Série D de 2021.
Para a temporada de 2021, visando substituir a saída do técnico Carlos Moraes, o Esportivo anunciou o retorno de um velho conhecido, o treinador Luís Carlos Winck, que havia sido campeão da Divisão de Acesso com o Tivo em 2012. Apesar de ter mantido parte do elenco campeão em 2020, o começo de temporada do Alviazul em 2021 foi complicado, e após a eliminação na Copa do Brasil para o Clube do Remo, Winck foi demitido, com cinco jogos, uma vitória e quatro derrotas. Para substituir o treinador recém demitido, a diretoria escolheu Rogério Zimmermann, que após três jogos, pediu para deixar o clube, alegando problemas. Quem substituiu Zimmermann na reta final do Gauchão, foi seu auxiliar Gustavo Papa, que apesar de ter recuperado o bom futebol, não conseguiu evitar o pior e o Clube acabou sendo rebaixado para a Divisão de Acesso.
Mesmo rebaixado no estadual, ainda restava a disputa do Campeonato Brasileiro da Série D em 2021, onde inicialmente, a diretoria cogitou desistir da participação, porém, após incertezas, o Alviazul confirmou presença na competição. Rogério Zimmermann retornou para comandar a equipe na competição nacional, também houve uma reformulação no elenco. Na Série D, o Alviazul esteve no grupo A8, ao lado de equipes como Caxias, Joinville, Aimoré, Marcílio Dias, etc.. Se classificou para a próxima fase na terceira colocação do grupo, com 18 pontos.
Na fase 16 avos de final, o adversário foi o Santo André, e apesar da derrota na ida em casa, o Esportivo reverteu o placar fora de casa, e nos pênaltis, se classificou para as oitavas de final.
Nas oitavas de final, o Esportivo se despediu da competição, após eliminação para a Ferroviária.

### 2022 – Nova identidade e retorno à elite

Escudo do Esportivo, em vigor desde março de 2022

Para a temporada de 2022, o Clube passou por mudanças: o empresário e diretor do clube, Leocir Glowacki, foi eleito presidente, sua primeira ação como mandatário foi o anuncio do retorno do treinador, Carlos Moraes.
Em Março de 2022, Glowacki, junto do conselho deliberativo e da equipe de marketing do clube, tomou uma decisão drástica, anunciando uma mudança na identidade visual do Esportivo, alterando o escudo vigente desde 2011 e toda silhueta do mesmo, em uso desde os anos 1970. O novo escudo possui o formato de uma taça de vinho e homenageia o fato da cidade de Bento Gonçalves ser conhecida como "capital nacional do vinho", o objetivo da mudança, além de criar uma identidade autentica para o clube, é reaproximar a população de Bento da equipe.
Dentro de campo, em 2022, o Clube sacramentou seu retorno à elite do futebol gaúcho, após superar a equipe do Lajeadense nas semifinais da Divisão de Acesso. Posteriormente, conquistou o título do Campeonato gaúcho de Futebol - Série A2, vencendo o Esporte Clube Avenida na decisão.

### 2023 – Mais um rebaixamento e nova mudança de gestão
Em 2023, o Clube manteve o treinador Carlos Moraes e parte do elenco que conquistou o acesso, porém, a campanha no Gauchão foi péssima, apenas uma vitória em doze jogos, acarretando em mais um rebaixamento do Esportivo para a Série A2, sendo esse o sétimo em sua história.
Após mais uma queda, a equipe passou por uma reformulação, em 23 de agosto, cinco dias antes do aniversário de 104 anos do clube, o fisioterapeuta e conselheiro alviazul, Douglas Tedesco, foi eleito presidente, em candidatura única, ao lado de Marcos Fracalossi e Piero Basile, substituindo Leocir Glowacki, que presidiu a equipe no biênio 2022/23.

### 2024 – Permanência dramática na Série A2
A primeira ação da nova gestão, foi o anúncio do treinador Fabiano Daitx para a temporada de 2024. Porém, a passagem de Daitx pela Montanha durou apenas dois meses, até outubro, quando o técnico aceitou uma proposta do Brasil de Pelotas, e deixou o Esportivo.
Com a saída de Daitx, a diretoria foi atrás de um novo nome, e  Gustavo Papa foi anunciado como novo treinador do clube para 2024. Em Janeiro de 2024, o clube confirmou Wellington Monteiro, ex-volante e campeão Mundial com o Internacional, como auxiliar técnico.
Em 14 de abril de 2024, após 400 dias (um ano, um mês e três dias), a equipe profissional do Esportivo voltou a disputar uma partida oficial, estreando na Divisão de Acesso com um empate sem gols diante do Gaúcho .
O começo do Esportivo na Divisão de Acesso foi marcado por altos e baixos, com boas atuações dentro da Montanha dos Vinhedos, e um desempenho abaixo fora de casa. Na 9º rodada, após uma derrota para o Brasil de Farroupilha, no Estádio das Castanheiras, ocorreu um incidente no vestiário, entre os jogadores e a Torcida Organizada do Clube.
Na sequência, Gustavo Papa, e sua comissão técnica, deixaram o clube, com aproveitamento de 42% em oito jogos. Três jogadores também solicitaram desligamento. No mesmo dia da demissão de Papa, a diretoria anunciou China Balbino como novo treinador. 
Foram contratados cinco reforços, mas o tempo de preparação foi curto, e o time não conseguiu reagir. Após empate com o Veranópolis, a equipe ficou sem chances de classificação e passou a lutar contra o rebaixamento.  
Pouco depois, o Cruzeiro, adversário direto na parte inferior da tabela, entrou com denúncia no TJD-RS contra uma suposta escalação irregular do atacante Victor Jesus, no jogo contra o Gaúcho, na primeira rodada. O Esportivo foi absolvido da acusação, que poderia implicar na perda de até quatro pontos.
Apesar da absolvição, o Esportivo chegou para a disputa da última rodada da Divisão de Acesso com chances reais de rebaixamento, com apenas um ponto a mais que o Cruzeiro. Em campo, o Esportivo fez sua parte, venceu o Gaúcho por 2x0 e garantiu a permanência na Série A2. Além de ter rebaixado o Cruzeiro, o Esportivo salvou-se de um rebaixamento inédito para a terceira divisão.  
A partida contra o Gaúcho, em 10 de julho, foi a última da equipe profissional em 2024. Apesar de inicialmente ter confirmado participação na Copa FGF, o clube optou por não disputar a competição. No segundo semestre, concentrou seus esforços no Gauchão Sub-20, onde garantiu a permanência na elite da categoria.
Em 9 de dezembro de 2024, a gestão de Douglas Tedesco teve seu fim. Em comunicado emitido ao conselho deliberativo do clube, o mandatário solicitou o desligamento do cargo. O principal motivo alegado para a saída, foi o calendário da Divisão de Acesso, proposto pela FGF, que vai além de sua gestão, que tinha prazo de encerramento previsto para agosto de 2025.
Com a saída de Tedesco, o empresário e vice-presidente do clube, Marcos Fracalossi, assumiu a presidência do Esportivo para 2025, como sucessor direto. 

### 2025 – Decepção mais uma vez
Em 10 de fevereiro, Marcos Fracalossi, foi aclamado oficialmente pelo conselho, com unanimidade, como presidente do clube. A principal política de sua gestão, era a de reaproximação do clube com a comunidade bento-gonçalvense. 
Em 27 de fevereiro, em uma coletiva de imprensa, o novo mandatário apresentou Alê Menezes como o treinador do Esportivo para 2025. Ele também anunciou alguns dos nomes que fariam parte da diretoria da equipe na temporada, entre eles: Eduardo Casagranda (vice de futebol), Daniel Amadio, Piero Basile (segundo e terceiro vice), Diego Salini (diretor de futebol) e Chicão (gerente de futebol). Para formar a diretoria, de acordo com Fracalossi, foram selecionados nomes que conhecem e vivem a realidade do clube.
Em 2 de abril, os atletas e comissão técnica se apresentaram para o inicio das atividades da temporada 2025. Em 17 de maio, o clube fez sua estreia oficial na temporada, empatando em 1 a 1 com o União Frederiquense , em casa. O atacante Gabriel Guimarães anotou o primeiro gol alviazul na temporada.
Porém, nos jogos seguintes, o desempenho caiu, e em 2 de junho, um dia após a derrota por 3 a 1 para o Inter de Santa Maria, o clube comunicou o desligamento do treinador Alê Menezes e do auxiliar técnico Raone Gomes, sendo a primeira queda de treinador na Série A2 2025. No dia seguinte, a diretoria anunciou Márcio Nunes como novo técnico do Alviazul para a sequência da temporada.
Apesar do começo promissor, com duas vitórias nos três primeiros jogos, o trabalho de Márcio Nunes não conseguiu recuperar o clube na Série A2, somando cinco derrotas consecutivas nos jogos seguintes.
Em 16 de julho, a derrota para o Novo Hamburgo, no Estádio do Vale, marcou a eliminação do Esportivo da Divisão de Acesso, com três rodadas de antecedência.
No dia 26 de julho, o clube fez seu último jogo na competição, vencendo o Brasil de Farroupilha, no Estádio das Castanheiras, por 2 a 0. 
O Esportivo encerrou a Série A2 2025 com a sua pior campanha na história da competição, com apenas três vitórias e 11 pontos somados em 14 jogos, totalizando um aproveitamento de 26,1%.  
Para o segundo semestre do ano, o Alviazul confirmou participação na Copa FGF, retornando à competição, após 11 anos.
O clube também tem novas eleições, marcadas para o dia 18 de agosto, quando o conselho deliberativo irá se reunir, e definir a gestão que estará a frente do clube em 2026/2027. 

## Elenco atual[98]
| Goleiros | Laterais | Zagueiros     | Volantes    | Meias        | Atacantes         |
| -------- | -------- | ------------- | ----------- | ------------ | ----------------- |
| Régis    | Marcão   | Daniel        | Lucas Ferri | Ramon Reis   | Gabriel Guimarães |
| Mário    | Makélélé | Otávio        | Lucas Barth | Marcos Kayk  | Cassiano          |
|          |          | Wendell       | Gui Vieira  | Arthur Timm  | Wallisson         |
|          |          | Anderson      | Estevão     | Cauã Zanatta | Gustavo           |
|          |          | Kevlin        |             |              | Joesley           |
|          |          | Rafael Goiano |             |              | Janderson         |
|          |          | Dávyts        |             |              | Guilherme Farias  |
|          |          |               |             |              |                   |

- Treinador: Márcio Nunes
- Auxiliar: Matheus Coelho

## Títulos
Entre os principais títulos da equipe, destacam-se a conquista do Campeonato do Interior Gaúcho em sete oportunidades e da Divisão de Acesso em três oportunidades. Entre outras conquistas, a equipe já conquistou 22 títulos, incluindo oficiais e amistosos.
| ESTADUAIS | ESTADUAIS                     | ESTADUAIS | ESTADUAIS                                 |
|           | Competição                    | Títulos   | Temporadas                                |
| --------- | ----------------------------- | --------- | ----------------------------------------- |
|           | Copa FGF                      | 1         | 2004                                      |
|           | Copa Governador do Estado     | 3         | 1973, 1977 e 1980                         |
|           | Campeonato Gáucho - Série A2  | 4         | 1969, 1999, 2012 e 2022                   |
|           | Campeonato do Interior Gaúcho | 7         | 1970, 1971, 1976, 1979, 1982, 1987 e 2020 |

### Campanhas de destaque
- Campeonato Gaúcho – Vice-campeão (1979)
- Campeonato Gaúcho - Divisão de Acesso – Vice-campeão (1981 e 2019)
- Copa Governador do Estado – Vice-campeão (1976 e 1978)

### Conquistas em outros desportos

#### Futebol Master
- Campeonato Gaúcho – 5 vezes (2007, 2008, 2009, 2011 e 2014)

#### Voleibol
- Campeonato Gaúcho – uma vez (1997)

## Estatísticas

### Participações
|  | Participações em 2025 |

| Competição        | Competição        | Temporadas | Melhor campanha     | Estreia | Última | P | R |
| Rio Grande do Sul | Campeonato Gaúcho | 45         | Vice-campeão (1979) | 1970    | 2023   |   | 7 |
| Rio Grande do Sul | Divisão de Acesso | 28         | Campeão (4 vezes)   | 1952    | 2025   | 6 | – |
| Rio Grande do Sul | Copa FGF          | 7          | Campeão (2004)      | 2004    | 2025   |   |   |
| Brasil            | Série B           | 3          | 26º colocado (1983) | 1983    | 1989   | – | – |
| Brasil            | Série C           | 3          | 16º colocado (2007) | 1988    | 2007   | – | – |
| Brasil            | Série D           | 1          | 16º colocado (2021) | 2021    | 2021   | – |   |
| Brasil            | Copa do Brasil    | 2          | 2ª fase (2005)      | 2005    | 2021   |   |   |

### Últimas dez temporadas
Legenda:
| Campeão Campeão do Interior Gaúcho Promovido ao Campeonato Gaúcho Rebaixado à Divisão de Acesso |

## Jogadores notáveis do Clube Esportivo
| Jogador              | Posição          | Ano                   |
| -------------------- | ---------------- | --------------------- |
| Décio Frozi          | Centroavante     | 1967-1968             |
| Neca                 | Meia-atacante    | 1969-1974             |
| Lairton              | Meia-central     | 1970-1971             |
| Raquete              | Lateral-esquerdo | 1973-1979 / 1980-1984 |
| Toninho Fronza       | Lateral-direito  | 1975-1988 / 1991      |
| Valdir Espinosa      | Lateral-direito  | 1976                  |
| Renato Gaúcho        | Ponta-direita    | 1979                  |
| Tite                 | Volante          | 1983 / 1989           |
| Marlon Brandão       | Centroavante     | 1984                  |
| Chiquinho            | Volante          | 1989-1990             |
| Arílson              | Meia-atacante    | 1989-1993             |
| Tcheco               | Meia-atacante    | 1998                  |
| Vandick              | Centroavante     | 1999-2001             |
| Nivaldo              | Goleiro          | 2001-2006             |
| Andrei Girotto       | Volante          | 2002-2007 (base)      |
| Caio                 | Meia-atacante    | 2004-2007             |
| Filipe Machado       | Zagueiro         | 2005                  |
| Everaldo Stum        | Centroavante     | 2005-2008 (base)      |
| Valdiram             | Centroavante     | 2006                  |
| Zulu                 | Centroavante     | 2007 / 2017 / 2019    |
| Alan Ruschel         | Lateral-esquerdo | 2007                  |
| Edenilson Bergonsi   | Meia             | 2008                  |
| Fernando Miguel      | Goleiro          | 2009-2010             |
| Lauro                | Volante          | 2011                  |
| Raone                | Meia             | 2011-2013             |
| Ediglê               | Zagueiro         | 2012-2013             |
| Anderson Feijão      | Lateral-direito  | 2012-2013             |
| Cassiano             | Centroavante     | 2012                  |
| Vina                 | Meia-atacante    | 2013                  |
| Vinícius             | Goleiro          | 2014                  |
| Agenor               | Volante          | 2014                  |
| Adriano Chuva        | Centroavante     | 2014                  |
| Kelvin Giacobe       | Ponta-direita    | 2014-2015             |
| Ricardo Friedrich    | Goleiro          | 2015                  |
| Guilherme Weisheimer | Centroavante     | 2015                  |
| Luiz Müller          | Goleiro          | 2017-2018             |
| Márcio Hahn          | Volante          | 2017                  |
| Jonatas              | Goleiro          | 2019-2020             |
| Cleiton              | Zagueiro         | 2019-2020 / 2022      |
| Athos                | Meia-atacante    | 2019                  |
| Nena                 | Centroavante     | 2019                  |
| Renan                | Goleiro          | 2020                  |
| Marcão               | Centroavante     | 2020                  |
| Jocinei Schad        | Meia-atacante    | 2021                  |
| Otávio Passos        | Goleiro          | 2021-2022             |
| Chicão               | Volante          | 2021 / 2022 / 2024    |
| Talles Cunha         | Centroavante     | 2022                  |

## Treinadores do Clube Esportivo
| Treinador                       | Ano       | Jogos oficiais | Aprov. |
| Raimundo                        | 1967-1968 |                |        |
| Abílio dos Reis                 | 1969-1970 |                |        |
| Tesourão                        | 1970      |                |        |
| Ênio Andrade                    | 1971-1974 |                |        |
| Carlos Froner                   | 1975      |                |        |
| Pedro Figueiró                  | 1975      |                |        |
| Kim Martha                      | 1975      |                |        |
| Chiquinho                       | 1976-1977 |                |        |
| Paulo Poletto                   | 1977      |                |        |
| Laone Luz                       | 1977-1978 |                |        |
| Valdir Espinosa                 | 1979      |                |        |
| Zeca                            | 1980      |                |        |
| Chiquinho                       | 1981      |                |        |
| Valdir Espinosa                 | 1982      |                |        |
| Chiquinho                       | 1983      |                |        |
| Cláudio Duarte                  | 1984      |                |        |
| Reginaldo Alves                 | 1984      |                |        |
| Varlei Carvalho                 | 1984-1985 |                |        |
| Flávio Borille                  | 1985      |                |        |
| Raquete                         | 1985      |                |        |
| Vacaria                         | 1986      |                |        |
| Raquete                         | 1986-1988 |                |        |
| Cacau                           | 1988      |                |        |
| Toninho Fronza                  | 1988      |                |        |
| Áureo Malinverni                | 1989      |                |        |
| Tadeu Menezes                   | 1989      |                |        |
| Cacau                           | 1989      |                |        |
| Chiquinho                       | 1990      |                |        |
| Celso Freitas                   | 1991      | 15             |        |
| Raquete (interino)              | 1991      | 3              | 33,3%  |
| Laone Luz                       | 1991      | 18             |        |
| Vicente Arenari                 | 1992      | 42             | 51,5%  |
| Luiz Freire                     | 1993      | 9              | 44,4%  |
| Homero Cavalheiro               | 1993      | 18             | 44,4%  |
| Valmir Louruz                   | 1994      | 11             | 27,2%  |
| João Alberto Buzetto (interino) | 1994      | 4              | 66,6%  |
| Paulo Poletto                   | 1994      | 30             | 41,1%  |
| Celso Freitas                   | 1995      | 45             | 46,6%  |
| Luiz Carlos Gasperin            | 1996      | 6              | 38,8%  |
| Celso Freitas                   | 1996      | 7              | 28,5%  |
| Celso Roth                      | 1996      | 1              | 0%     |
| Acácio Eggres                   | 1996      | 17             | 9,8%   |
| Celso Freitas                   | 1997      | 6              | 27,7%  |
| Raquete                         | 1997      | 7              | 19%    |
| João Alberto Buzetto            | 1998      | 16             | 60,4%  |
| Bebeto*                         | 1999      | -              | -      |
| Sílvio dos Santos (interino)*   | 1999      | -              | -      |
| Varlei Carvalho                 | 1999      | 3              | 11,1%  |
| Sílvio dos Santos               | 1999      | 8              | 33,3%  |
| Jorge Anadon                    | 1999-2001 | 75             | 51,1%  |
| Celso Freitas                   | 2001-2003 | 53             | 46,5%  |
| Flávio Campos                   | 2003      | 10             | 46,6%  |
| Guilherme Macuglia              | 2004      | 19             | 54,3%  |
| Raquete                         | 2004      | 7              | 33,3%  |
| Paulo Porto                     | 2004-2005 | 37             | 51,3%  |
| Nestor Simionato                | 2005      | 12             | 52,7%  |
| Nairo Pivatto                   | 2005-2006 | 26             | 43,5%  |
| Hélio Vieira                    | 2006      | 5              | 26,6%  |
| Raquete                         | 2006      | 4              | 58,3%  |
| Luciano Dias                    | 2006      | 22             | 53%    |
| Zeca (interino)                 | 2006      | 3              | 44,4%  |
| Beto Almeida                    | 2007      | 26             | 52,5%  |
| Armando Desessard               | 2007      | 9              | 22,2%  |
| Caio                            | 2007      | 16             | 41,6%  |
| Gilmar Iser                     | 2008      | 4              | 83,3%  |
| Cristian de Souza               | 2008      | 10             | 33,3%  |
| Círio Quadros                   | 2009      | 8              | 41,6%  |
| Paulo Porto                     | 2009      | 7              | 23,8%  |
| Celso Freitas                   | 2010      | 2              | 50%    |
| Paulo Turra                     | 2010      | 8              | 0%     |
| Leandro Machado                 | 2010      | 5              | 46,6%  |
| Paulo Henrique Marques          | 2011      | 3              | 44,4%  |
| Leandro Machado                 | 2011      | 14             | 57,1%  |
| Nestor Simionato                | 2011      | 4              | 16,6%  |
| Hélio Vieira                    | 2011      | 8              | 12,5%  |
| Leocir Dall'Astra**             | 2012      | -              | -      |
| Luís Carlos Winck               | 2012-2013 | 53             | 55,3%  |
| Emerson Ávila                   | 2014      | 5              | 33,3%  |
| Júlio César Nunes (interino)    | 2014      | 1              | 33,3%  |
| Flávio Campos                   | 2014      | 9              | 37%    |
| Júlio César Nunes               | 2014      | 20             | 48,3%  |
| Rodrigo Carpegiani              | 2015      | 6              | 16,6%  |
| Ben Hur Pereira                 | 2015      | 8              | 54,1%  |
| Badico                          | 2016-2017 | 24             | 51,3%  |
| Alex Xavier                     | 2017      | 13             | 61,5%  |
| Rodrigo Bandeira                | 2018      | 7              | 33,3%  |
| Cristian de Souza               | 2018      | 9              | 74%    |
| Carlos Moraes                   | 2019-2020 | 32             | 54,1%  |
| Luís Carlos Winck               | 2021      | 5              | 20%    |
| Rogério Zimmermann              | 2021      | 3              | 11,1%  |
| Gustavo Papa                    | 2021      | 4              | 41,2%  |
| Rogério Zimmermann              | 2021      | 18             | 40,7%  |
| Carlos Moraes                   | 2022-2023 | 31             | 41,9%  |
| Fabiano Daitx***                | 2024      | -              | -      |
| Gustavo Papa                    | 2024      | 8              | 42%    |
| Marcelo Nunes (interino)        | 2024      | 1              | 0%     |
| China Balbino                   | 2024      | 5              | 33,3%  |
| Alê Menezes                     | 2025      | 4              | 8,3%   |
| Márcio Nunes                    | 2025-     | 10             | 33,3%  |

*Comandaram o clube somente em amistosos
**Chegou a ser anunciado como treinador do clube para 2012, mas, aceitou uma proposta do ASA e saiu antes de estrear.
***Foi anunciado, em agosto de 2023, como novo treinador do clube para 2024. Porém, sequer chegou a estrear ou a comandar treinos, pois em outubro, dois meses após o seu anuncio, aceitou uma proposta do Brasil de Pelotas e deixou o Esportivo.
Treinadores com mais jogos oficiais a frente do Clube Esportivo:
1. Chiquinho (1976-1977 / 1981 / 1983 / 1990) 180 jogos
2. Ênio Andrade (1971-1974) 179 jogos
3. Celso Freitas (1991) (1995) (1996) (1997) (2001-2003) (2010) 138 jogos
4. Valdir Espinosa (1979) (1982) 124 jogos
5. Laone Luz (1977-1978) (1981) (1991) 118 jogos
6. Raquete (1985) (1986-1988) (1991) (1997) (2004) (2006) 87 jogos
7. Abílio dos Reis (1969-1970) 84 jogos
8. Jorge Anadon (1999-2001) 75 jogos
9. Carlos Moraes (2019-2020) (2022-2023) 63 jogos
10. Luís Carlos Winck (2012-2013) (2021) 58 jogos

Treinadores mais vitoriosos:
1. Ênio Andrade (83 vitórias)
2. Chiquinho (76 vitórias)
3. Valdir Espinosa (54 vitórias)

Treinadores campeões pelo Esportivo:
- Abílio dos Reis (02 títulos): Campeonato Gaúcho - Série A2 (1969) e Campeonato Gaúcho do interior (1970)
- Ênio Andrade (02 títulos): Campeonato Gaúcho do interior (1971) e Copa Governador do Estado (1973)
- Valdir Espinosa (02 títulos): Campeonato Gaúcho do Interior (1979 e 1982)
- Carlos Moraes (02 títulos): Campeonato Gaúcho do interior (2020) e Campeonato Gaúcho - Série A2 (2022)
- Chiquinho (01 título): Campeonato Gaúcho do interior (1976)
- Laone Luz (01 título): Copa Governador do Estado (1977)
- Zeca (01 título): Copa Governador do Estado (1980)
- Raquete (01 título): Campeonato Gaúcho do Interior (1987)
- Jorge Anadon (01 título): Campeonato Gaúcho - Série A2 (1999)
- Paulo Porto (01 título): Copa FGF (2004)
- Luiz Carlos Winck (01 título): Campeonato Gaúcho - Série A2 (2012)

## Presidentes do Clube Esportivo
| Nome                     | Ano(s) do(s) mandato(s)        |
| ------------------------ | ------------------------------ |
| Gastão de Almeida Santos | 1919                           |
| Victor Giovanni          | 1920-1922 / 1928               |
| Paulo Pasquali           | 1923                           |
| José Fasolo              | 1924                           |
| Renato Giovanni          | 1925                           |
| Augusto Pasquali         | 1926                           |
| Arlindo Bissaco          | 1927 / 1933                    |
| Artêmio Turcato          | 1929                           |
| Carlos Dreher Neto       | 1930                           |
| Ludovico Giovanni        | 1931 / 1942-1945 / 1952 / 1960 |
| Terílio Giacomazzi       | 1932                           |
| Redovino Bertolini       | 1934                           |
| Alexandre Tesheiner      | 1935 / 1937-1939               |
| Antônio Baldi            | 1936                           |
| Herny Hugo Dreher        | 1940-1941 / 1948 / 1959        |
| Primo Poletto            | 1946                           |
| Amélio Casagrande        | 1947 / 1957-1958               |
| Édalo Michelin           | 1949-1950                      |
| Idalino Fasolo           | 1951 / 1954                    |
| Antônio Bessil           | 1953                           |
| Lucindo Valenti          | 1955                           |
| Beder Koff               | 1955                           |
| Carlos Cidade            | 1955                           |
| Pedro Morbini            | 1956                           |
| Wálter Tesser            | 1961                           |
| Sylo Michelon            | 1962                           |
| Moysés Michelon          | 1963                           |
| Jatir Dall'oglio         | 1964                           |
| Carlos Reno Dreher       | 1965                           |
| Aclídio Miele            | 1966                           |
| Darcy Pozza              | 1967-1968                      |
| Aydo Bertuol             | 1969 / 1972                    |
| Dorvalino Pozza          | 1970                           |
| Lóris Reali              | 1970                           |
| Ulysses de Gasperi       | 1970                           |
| Roberto Onório Miele     | 1971                           |
| Sérgio Pozza             | 1973                           |
| Vitale Camilo            | 1974                           |
| Ulisses Vicente Tomazini | 1975                           |
| Lênio Zanesco            | 1976 / 1983                    |
| Romeu Paludo             | 1977                           |
| Luiz Augusto Signor      | 1978                           |
| Odorico Vanni            | 1979 / 1987-1988               |
| Ivo Diogo Pozza          | 1980                           |
| Waldir Cislaghi          | 1981                           |
| Ivo Sivieiro             | 1982 / 1984-1985 / 1991        |
| Ailto Stefenon           | 1986 / 1992 / 1996             |
| Luiz Alberto Majola      | 1989                           |
| Ademir Beltram           | 1990 / 1994                    |
| Carlos Fasolo            | 1993                           |
| Giancarlo Zanette        | 1995                           |
| Henrique Alfredo Caprara | 1996-1999                      |
| Sérgio Salvadori         | 2000-2001                      |
| José Décio Dupont        | 2002-2005                      |
| Luiz Pompermayer         | 2006                           |
| Luiz Carlos Bordin       | 2007                           |
| Ivan Dal Ponte           | 2008                           |
| Moisés Scussel           | 2009                           |
| Vilson Vacari            | 2010                           |
| Volmir Augusto Prezzi    | 2010                           |
| Oscar Cobalchini         | 2010-2011                      |
| Luis Delano Oselame      | 2012-2015                      |
| Guilherme Salton         | 2016-2017                      |
| Anderson Zanella         | 2018-2019                      |
| Laudir Miguel Piccoli    | 2020-2021                      |
| Leocir Glowacki          | 2022-2023                      |
| Douglas Tedesco          | 2023-2024                      |
| Marcos Fracalossi        | 2025-                          |

## Patronos do Clube Esportivo
| Nome                                       | Período   |
| ------------------------------------------ | --------- |
| Antônio Joaquim Marques de Carvalho Júnior | 1919-1924 |
| Victor Giovannini                          | 1925-1939 |
| Alexandre Tesheiner                        | 1940-1947 |
| Erny Hugo Dreher                           | 1962-1965 |
| Ludovico Giovanni                          | 1969-1977 |
| Pedro Morbini                              | 1981-2012 |
| Lênio Zanesco                              | 2019-2022 |
| Sérgio Pozza                               | 2022-     |

## Uniformes

### Uniformes de jogo
- 1º uniforme: Camisa azul, com listras verticais brancas, calção e meias azuis.
- 2º uniforme: Camisa branca, calção e meias brancas.

### Uniformes anteriores
2019
| Uniforme titular | Uniforme reserva |

- 2018

| 1º Uniforme | 2º Uniforme |

- 2017

| 1º Uniforme | 2º Uniforme |

- 2016

| 1º Uniforme | 2º Uniforme |

- 2015

| 1º Uniforme | 2º Uniforme |

- 2014

| 1º Uniforme | 2º Uniforme | 3º Uniforme |

- 2013

| 1º Uniforme | 2º Uniforme |

## Mascote

Representação do mascote.

A zebra é o mascote oficial do clube. Este mascote foi escolhido após uma votação realizada pela diretoria do clube, onde estavam concorrendo a águia, azulão, leão da montanha e Baco, o deus do vinho. Mais tarde, foi incluída a zebra a pedido da torcida, que acabou vencendo o concurso. A origem da ligação da zebra com o clube surgiu quando ninguém chegou aos 13 pontos no primeiro teste da Loteria Esportiva, no dia 19 de abril de 1970, já que naquela ocasião, o Esportivo ganhou do Grêmio por 1–0 no jogo disputado em Bento Gonçalves, e esse resultado inesperado foi considerado a "zebra" da rodada.

## Torcida
Atualmente, a equipe conta com apenas uma torcida organizada, a Fúria Alviazul, que foi fundada em 15 de novembro de 2004. Realiza excursões para acompanhar o clube nos jogos fora de casa, além de promover jantares com o aval da direção do Esportivo. As torcidas aliadas da Fúria Alviazul são a "Os Farrapos", do São José-RS, a Sangue Rubro, do Noroeste, e a Diabos do Planalto, do Passo Fundo. Seu símbolo é o Zebrão, que aparece estampado nas camisas, regatas, adesivos, faixas e moletons em destaque principal junto com a marca oficial da torcida. Esses materiais são vendidos por representantes da Fúria Alviazul para gerar recursos utilizados em viagens e na confecção de novos acessórios.
No início de 2017, a torcida foi completamente revitalizada, com o acréscimo de muitos torcedores, inclusive aqueles que não se faziam mais presentes nos jogos do clube. Além disso, a revitalização da torcida organizada passou por compras de materiais como faixas, fardamentos e instrumentos musicais e com a realização de diversos eventos e programas, também solidários, em prol do apoio ao clube.

## Rivalidade
O maior rival da equipe é o Caxias, da cidade de Caxias do Sul, com o qual disputa o Clássico da Polenta. Chama-se assim porque a região em que os clubes se situam, a Serra Gaúcha, é habitada principalmente por descendentes de italianos, sendo que esses têm como comida típica, entre outros pratos, a polenta, e também porque durante os jogos entre as décadas de 1930 e 1950, era servido polenta aos espectadores nos estádios durante o jogo.
No contexto histórico, as equipes enfrentaram-se 149 vezes, com 58 vitórias do Caxias, 37 vitórias do Esportivo e 54 empates, além de 185 gols marcados pelo Caxias e 146 gols marcados pelo Esportivo. O último jogo disputado foi em 5 de fevereiro de 2023, em jogo válido pelo Campeonato Gaúcho, onde o Caxias venceu por 3–1.
O Clube também possui uma certa rivalidade com outras equipes da Serra Gaúcha, mais especificamente com o Veranópolis e com o Brasil de Farroupilha, os chamados "Clássicos Serranos".

## Categorias de base
A base do Clube Esportivo, conhecida pela alcunha de "Crias da Montanha", já formou grandes jogadores ao longo da história, sendo o principal deles Renato Gaúcho. Natural de Guaporé, Renato se mudou ainda cedo para Bento Gonçalves, e aos 16 anos, chegou a trabalhar como entregador em uma fábrica de móveis. Foi jogando nas peladas da empresa de móveis, que Renato chamou a atenção dos colegas e entrou nas categorias de base do Esportivo. Fez sua estreia pelo clube de Bento Gonçalves aos 16 anos, em 12 de agosto de 1979, em partida válida pela quarta rodada da fase final do Campeonato Gaúcho, contra o Grêmio, onde o Esportivo perdeu por 3–0. Ainda em 1979, fez parte do grupo do Esportivo que foi vice-campeão gaúcho, a melhor campanha da história do clube na competição. No ano seguinte, foi transferido para o Grêmio, onde se tornou ídolo.
Além de Renato, outros notáveis jogadores também já fizeram parte dos 'Crias da Montanha', entre eles o volante Andrei Girotto, que entre 2002 e 2007, dos 10 aos 15 anos, atuou na base do clube. Em 2008, foi emprestado para as categorias de base do Grêmio, onde permaneceu até o final do mesmo ano, e em 2009, o Esportivo transferiu o jogador para o Clube Atlético Metropolitano, onde Andrei subiu para os profissionais. Atualmente, Andrei está no Al-Taawoun, da Arábia Saudita, e graças ao Mecanismo de solidariedade da FIFA, o Esportivo ainda detém uma porcentagem do seu passe, por ter ajudado em sua formação. Outro jogador com passagem pela base Alviazul é o centroavante Everaldo, natural de Garibaldi, cidade vizinha de Bento Gonçalves. Everaldo atuou pela base do Esportivo entre 2005 e 2008, quando foi transferido para o Grêmio. Assim como Andrei, o Esportivo também detém uma porcentagem pela formação do jogador, que atualmente está no Fluminense.
| Jogador         | Posição          | Período no Esportivo  | Clube atual            |
| --------------- | ---------------- | --------------------- | ---------------------- |
| Renato Gaúcho   | Atacante         | 1979-1980             | Aposentado             |
| Caio            | Volante          | 1985-1986 / 2004-2007 | Aposentado             |
| Arílson         | Meia             | 1989-1993             | Aposentado             |
| Andrei Girotto  | Volante          | 2002-2007             | Al-Taawoun             |
| Everaldo        | Atacante         | 2005-2008             | Fluminense             |
| Kelvin Giaccobe | Atacante         | 2014-2015             | Atlético-GO            |
| André Riboldi   | Lateral-esquerdo | 2016-2025             | Sem clube              |
| Vitório Poletto | Volante          | 2017-2021 / 2023      | Brasil de Farroupilha  |
| Emerson Brito   | Atacante         | 2019-2020 / 2021      | Joinville              |
| Bruno Quadros   | Goleiro          | 2019-2020 / 2023      | Juventus de Jaraguá-SC |
| Lucas Ramires   | Zagueiro         | 2021 / 2023           | Volta Redonda          |
| Joesley         | Atacante         | 2021 / 2025-          | Esportivo              |
| Gui Farias      | Atacante         | 2021-2023 / 2025-     | Esportivo              |
| Cassiano        | Atacante         | 2021-2024 / 2025-     | Esportivo              |
| Rhuan           | Zagueiro         | 2023-2024             | São José               |
| Lucas Barth     | Volante          | 2025-                 | Esportivo              |
| Max             | Atacante         | 2025                  | Juventude sub-17       |

## História recente da base

#### Modernização - 2016-2019
Em 2016, na gestão de Guilherme Salton, e sob o comando de Márcio Ebert e Acácio Eggres na base, o clube passou por uma modernização na estrutura de suas categorias juvenis, passando a disputar as competições da Federação Gaúcha de Futebol. O ano de 2016, também marcou a chegada de Marcelo Nunes na base do Esportivo, este que trabalhou no clube por quase 10 anos, tendo passado por todas as categorias, desde o sub-11 ao profissional.
O Esportivo participou do Gauchão sub-17 de 2016 a 2019, e do sub-15 em 2019, atingindo a sua melhor campanha na história de uma competição juvenil, caindo apenas para o Inter, nas semifinais. Emerson Bohm foi o treinador na campanha.

#### Sumiço do cenário - 2020-2022
Em 2021, o Esportivo anunciou a criação da categoria sub-20. Ainda neste ano, em julho, uma polêmica marcou a gestão das categorias de base, com a demissão inesperada de Márcio Ebert, coordenador dos juniores e treinador das equipes sub-17 e 20, além de ter sido um dos principais responsáveis pelo crescimento da base alviazul. O desligamento partiu do então gerente de futebol, Luis Fernando Hannecker, que assumiu a base do clube, permanecendo até junho de 2022, quando foi demitido do Esportivo. A despedida de Ebert gerou revolta entre os torcedores, com a torcida organizada Fúria Alviazul emitindo uma nota exigindo a saída de Hannecker.
Entre 2020 e 2022, durante toda gestão de Laudir Piccoli e boa parte da de Leocir Glowacki, o Esportivo não disputou competições de base da FGF.  

#### Retorno em 2023
Somente em maio de 2023, já no final da gestão de Glowacki, o clube retornou ao cenário, com a categoria sub-20, que fez sua estreia em competições da FGF, disputando a primeira edição do Campeonato Gaúcho de Futebol Sub-20 - Série A2. 
Em campo, a equipe acabou perdendo o acesso para o Real SC, porém, graças a desistência do Passo Fundo , o Esportivo conseguiu uma vaga na elite do Gauchão sub-20 de 2024.
Em dezembro de 2023, a equipe sub-20 do Clube Esportivo conquistou a Recopa Gaúcha Dal Ponte, competição de base organizada pela Sulicampe, que contou com a presença de equipes como Caxias, Novo Hamburgo, São José,  Aimoré, etc. A final foi justamente contra o Caxias, em um Clássico da Polenta disputado no dia 15 de dezembro, na cidade de Campo Bom, que terminou com vitória do Esportivo por 1x0, o zagueiro e capitão Caio Drehmer marcou o gol do título nos minutos iniciais da partida. O centroavante Kauan Gomes e o ponta Cassiano foram os artilheiros do Esportivo na competição, com quatro gols cada.

#### 2024 e 2025 - reformulação e campanha histórica com a sub-17
Em 2024, a equipe sub-15 retornou ao Gauchão da categoria, após cinco anos, onde acabou eliminada na primeira fase. A equipe sub-17 conquistou o acesso para a elite do Campeonato Gaúcho, além do vice-campeonato da Série A2. Já a categoria sub-20, garantiu a permanência na elite do Gauchão.
Em 2025, pela primeira vez na história, o Esportivo jogou, simultaneamente, a elite das competições estaduais de base da FGF em três categorias diferentes.
O principal destaque foi na categoria sub-17, comandada por Giordano Demore, onde a equipe atingiu as semifinais da competição, caindo apenas para o Juventude, e igualando a melhor campanha da história do clube em competições de base, em 2019, quando chegou nas semifinais do Gauchão com a categoria sub-15. O grande destaque da campanha da sub-17 em 2025, foi o atacante Max, com 6 gols em 10 jogos, sendo negociado com o Juventude ao término da competição. Também destacam-se os zagueiros Daniel e Otávio, e o volante Estevão, que foram promovidos a equipe profissional do Esportivo. 
Já com a sub-20 e 15, em 2025, o Esportivo não passou da fase de grupos do estadual. Os destaques desta categoria foram o zagueiro Dávyts e o volante Lucas Barth, que também foram promovidos ao time principal. 
Em 21 de julho de 2025, o clube comunicou a saída de Marcelo Nunes, treinador da categoria sub-20, e que estava há quase 10 anos no clube. Junto com o técnico, o elenco como um todo passou por uma reformulação, com a saída de jogadores que estavam no time há mais de dois anos. Com a saída de Nunes, Giordano Demore, responsável pela campanha histórica com a sub-17, assumiu o comando da sub-20.

#### Administração e comando técnico da base
Os responsáveis pela administração da base do clube são Basílio Vivan e Leonardo Prezzi. Na área futebolística, Thainan Robalo é o coordenador geral. Na casamata, Giordano Frizzo Demore está a frente da categoria sub-20, enquanto a sub-17 está definindo um nome para assumir e Victor Paganella está a frente da sub-15.

## Histórico em competições de base da FGF
Legenda
| Acesso |